# Барабашовка (Барвенковский район)
Барабашовка (укр. Барабашівка), село, 
Великокамышевахский сельский совет,
Изюмский район,
Харьковская область.
Код КОАТУУ — 6320481002. Население по переписи 2001 г. составляет 3 (1/2 м/ж) человека.

## Географическое положение
Село Барабашовка находится на левом берегу реки Великая Камышеваха, на которой создана запруда. На противоположном берегу проходит автомобильная дорога Т-2109.
В 3-х км находится село Великая Камышеваха.